# سيرة حمار (رواية)

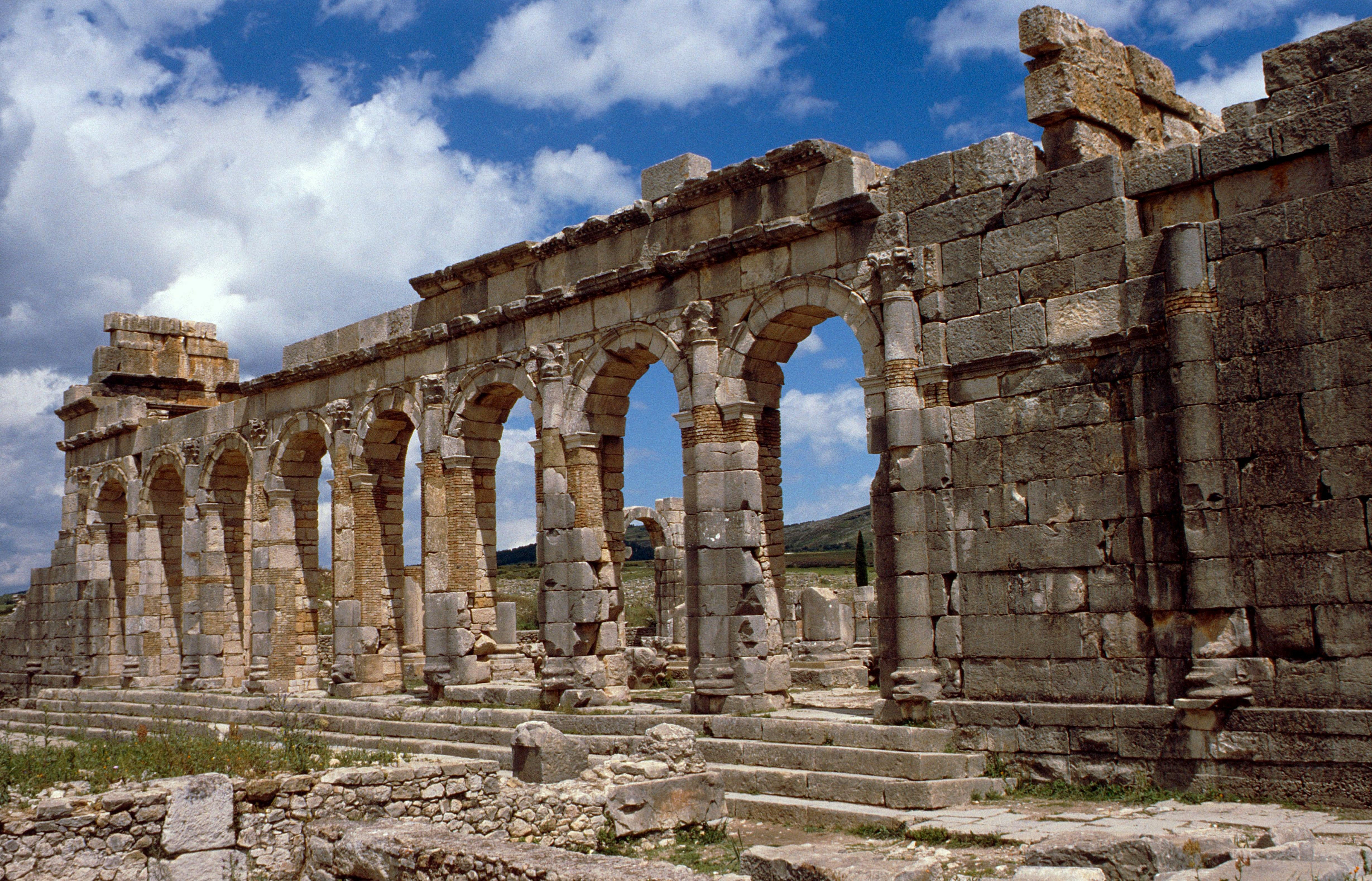
أليلي سابقا وليلي حاليا

سيرة حمار هي رواية للكاتب المغربي حسن أوريد صدرت عام 2014م عن دار الأمان بالرباط 

## ملخص الرواية
تحكي رواية سيرة حمار قصة أزربال ابن بوكود يوليوس الذي نشأ في أحضان مدينته أيلي عاصمة موريطنية قبل أن ينتقل إلى العواصم الكبرى ليكمل تعليمه ويكتسب قدر كبير من الفلسفة والمعرفة اللاتينية. ويحتك أزربال بعد ذلك بطرق التفكير في قرطاج وروما، ويعود بعد ذلك إلى بلاده وينخرط في الشأن العام، لكن تحثه خلفيته الأكاديمية للبحث عن الحقيقة، حتى يرتكب المحرمات ويتحول في نهاية الأمر إلى حمار. جعل هذا التحول، هذه الشخصية تعيش في وضع مضطرب مقسم بين حالة بشرية يمكن أن تفكر، وحالة حيوانية لا يستطيع فيها الكشف عما يتردد ويدور في ذهنه، ليعيش في مراحل متعددة مليئة بالمخاطر، قبل أن يعود إلى أصله. لم يكن الكتاب يحدد جغرافية الأماكن، بل ركز على رحلة شخصية لاكتشاف الذات، بنزعتها الحيوانية التي هي جزء منها، وبحربها الشرسة للسمو بها.

## دواعي التأليف
كشف المؤلف أنه لم يفكر قط في كتابة رواية كان بطلها حمارًا، قائلاً إن الانتهاء من هذه الرواية لم يستغرق أكثر من أسبوع، لكنه لا يدعي أنه كتبها خلال أسبوع، بل كانت الفكرة متّقدة في ذهنه لأكثر من عقدين، وسعى بعد ذلك إلى مراقبة اللحظة المحورية التي نشأت فيها فكرة الكتابة عن حمار، والتي تعود إلى عام 1989 عندما زار موقع أثري روماني في تيبازة بضاحية الجزائر. ويضيف الكاتب أن العامل الأساسي الذي دفعه للكتابة هو الوضع في الدول التي شهدت ما يسمى بالربيع العربي وخاصة مصر.
“في هذا السياق أعددت سابقة ... والموسومة بالحمار الذهبي من أجل ربط العلاقة مع أحد أجدادي، لأن تاريخي أعمق من أن يقتصر على فترة، فقد كان لدي أجداد يكتبون باللغة العربية، كما كان لدي أجداد كتبوا باللاتينية. إنها محاولة لإعادة الاعتبار لهذا الجانب من تاريخنا."

## الشخصيات
- أذربال : الشاب المتعلم المثقف ابن بوكود يوليوس ، درس من أجل يصبح سياسيا أو محاميا حسب رغبة أبيه .
- بوكود يوليوس : والد أذربال يشتغل محاسبا في بلدية المدينة .
- إيزة : أم أذربال تنحدر من الملاكين الأصليين ، تتحدث باللغة الأمازيغة و تأبى الحديث باللغة اللاتينية .
- هيباتا : حبيبة أذربال ، فتاة من سيرين سيرينكا ، فتاة مثقة ملمة بالفلسفة .
- باعل : ابن بوكود يوليوس ، و أخ أذربال توجه إلى الجندية لأنه قوي البنية ، حارب في صفوف روما و انتهى به المقام بقرطيحة في بلاد القوط حيث تزوج و استقر .
- أوكتافيو : عضو في مجلس الشيوخ كممثل لمريتانيا الطنجية ، بالإضافة إلى ممارسة السياسة فهو من أثرياء البلد يملك ضيعات كثيرة و يمارس التجارة ، لديه زوجة جميلة اسمها ثيوزيس .
- ثيوزيس : فتاة جميلة التقى بها أوكتافيو في أحد أسفاره في بحر إيجة ، فصحبته و تزوج بها ، و" رزقت منه بثلاثة أولاد هم بوليوس امتهن السياسة ، أوفيد فضلت الغناء ، ليسيوس أصغرهم و قد قضى غرقا ".[6]
- حاتبوت : خادمة ثيوزيس و أمينة سرها ، من بلاد القبط .
- أك أورير : أي المنتسب إلى الربوة و هو شيخ حكيم

## الأماكن:
- أليلي :(وليلي حاليا) عاصمة موريتانيا الطنجية ( المغرب حاليا) .[7]
- تين جيس : هي طنجة حاليا
- قيرطة : اسم مدينة قديمة ذكرت في الرواية
- روما
- قرطاج
- سرين : اسم مدينة قديمة ذكرت في الرواية
- سيرنيكا : اسم دولة قديمة ذكرت في الرواية
- موريتانيا الطنجية
- بدوكا :اسم مدينة قديمة ذكرت في الرواية
- شرشل : اسم مدينة قديمة ذكرت في الرواية
- زيليس: اسم مدينة قديمة ذكرت في الرواية
- ليكسوس
- باناصا: اسم مدينة قديمة ذكرت في الرواية
- تيسيرة : اسم مدينة قديمة ذكرت في الرواية
- موريطانيا القيصرية
- نوميديا
- صالا : أصيلا حاليا .
- تطاوين : هي تطوان حاليا

## الأسلوب اللغوي للرواية
تتميز هذه الرواية رغم قصرها بأسلوب أدبي سلس وتحرص على سرد فترة زمنية للمملكة المغربية، رغم أن الرواية لا تهتم بقصة تلك الحقائق التاريخية في حد ذاتها. كما يلاحظ في الرواية الشمولية والسرعة في سرد الوقائع والأحداث وكأن المؤلف قد اتخذ هذه الرواية كوسيلة لعرض قضايا فكرية وفلسفية أخرى.

## خُطبة أذربال:
" ساكنة أليلي، وكل أرجاء موريتانيا الطنجية، بل كل بقعة من أرض الأمازيغ :
لقد طوفت أرجاء عدة لأقول لكم إخوتي إنا تأثرنا بحضارات عدة مثلما أثرنا فيها، وأن لا خطر يتهدد شخصيتنا العميقة من هذا التفاعل. إن الخطر كل الخطر، أن نختزل تلك الشخصية في جانب ونصدف عن التجربة الإنسانية التي أتيحت لنا من الحضارة الفرعونية فالإغريقية والرومانية وقبلها الفنيقية. إخوتي إننا لسنا طارئين على هذا الرصيد الإنساني لسنا متسولين، هو جزء منا ونحن جزء منه. إن الأمم العريقة هي التي لا تخشى الانفتاح ولا تتأذى من التلاقح ، أما تلك التي تروم ما تزعم من صفاء فيتهددها الذبول، بله الفناء . . لقد ركبت البحر من تين جيس إلى قيرطة، ومن قيرطة إلى قرطاج، وبها التقيت أقواما عدة من سيرينيا، ومن بلاد القبط، ومن بحر إيجة، ثم استقر بي المقام بروما. هناك شيء ما يجمعنا، إخوتي، هناك سدى حضاري نشترك فيه تتحول بؤرته من مكان إلى آخر من بحر الرومان، كما ينتقل القمر في دورته، يختلف شكله ومداره، ولكنه نفس القمر، وهو مصدر الضياء في الليل البهيم. هو هذا الذي أريد أن أقول لكم إخوتي.. لنا ذهنية هندسية تُفضّل الخط المستقيم على المنحنى، لنا نزوع إلى البناء بالحجر عوض الطوب والتراب، لنا ذهنية عقلانية تربط بين الأشياء وتقيم بينها علاقة سببية ولا تؤمن بشيء يسمى الإشراق، وتميل إلى التحليل المتأني الموضوعي. تحب الحياة وتعشقها، ولا ترى في الجسد إصرا، ولا في الحب غلا، ولا تتستر على ذلك بالأكاذيب والأراجيف. نعم، داعبني في فترة شعور الانغمار في السياسة، وقصارى أمري لو فعلت أن أظفر بلقب يفرض علي الخطاب الذي ينبغي أن أتلوه فلا أخرج عنه، وهل يستطيع الساسة أن يخرجوا من خطاب مرسوم سلفا؟ هل يستطيعون أن يروا أبعد مما تتيحه مصالحهم، أو ما تفرضه تحالفاتهم من أجل منصب أو عهدة أو لقب؟ لذلك صدفت عن ذلك كله لأقول لكم الحقيقة، وقد تكون مرّة، وهي أن أذكركم بما أنتم لا تخشوا ثراءكم لأنكم إن فعلتم عصفت بكم الأنواء، وانقض عليكم الغرباء، وقلبوا الأمور عليكم رأسا على عقب، فأضحوا سادة وأنتم مسودين. لا ضير إخوتي أن تضلوا السبيل، والخطر كل الخطر أن تتمادوا في الضلال " 

## اقتباسات
- "ما الذي جنيته من إحداث هذا العذاب والتسبب في هذا البؤس، هل هي الرغبة في التمتع بما ليس لي؟ وهل هو الإسراف في شرب شراب ممنوع؟ هل هي رغبتي في الطيران والتحليق في الهواء، وهل يجب أن أذكر أنه لا ينبغي فصل الإنسان عن الواقع؟ ألن تكون كفارة لما عانيت؟ هل هو قدري أن أبقى حمارًا يحمل أعبائه ؟[10]
- "إن الكثير من الحماقات هي منبع العقل عندما يخضع للأهواء، مما يمليه عليه تبرير ما تشتهيه النفس".[11]
- "كما أن جمال الشمس لا يظهر إلا عند غروب الشمس، كذلك لا تظهر حياة الإنسان بجمالها إلا عند غروبها"[12]
- " ثم حدثتها عن -امتهان- المحاماة، فلم تر في ذلك طائلا لأن المحامي النزيه عُرضة للفقر، وإن رام الغنى لم يَصْفُ لمهنته.. "[13]
- "أليس الإنسان حيوانا من نوع خاص. فما يميزه عن الحيوان هو التفكير، وقلة من الناس هي التي تفكر، والذي يجعل الإنسان إنسانا هو تعاليه عن مصالحه ومواساة الآخرين والتضامن معهم، وغالبية بني الإنسان لا يفكرون إلا في مصالحهم، ولا يواسون بني جلدتهم، ولعلي إن كنت حيوان المظهر، فكثير من بين الإنسان حيوانيو المخبر .."
- " . الحب هو البذرة التي إذ تكبر تمنحنا ما هو جميل في الحياة. تمنحنا التجربة، وتمنحنا الحكمة، وتجعلنا نحب الآخرين ونقبلهم كما هم. أخشى عواصف هوجاء تهب على هذه الأرجاء فنتطير من الحب، ونقيم عليه الموانع. حيثما يكون الحب تزهر الحياة، حيثما تكون الحياة يُشع الحب. حينما ينتفي الحب تنتفي الحياة وتقوم عوضها العداوة والبغضاء."
- " ليس هناك معركة طاهرة وغريزة الحياة توظف كل شيء ص 101"
- "تقول الميثولوجيا الإغريقية إن هرقل هو من فرق الضفتين وأنا أرى أن ما فرقته الآلهة، يمكن للإنسان أن يجمعه. كن إحدى أدوات هذه القنطرة، فهذا الذي يجمعني أنا وأنت، لأني أخشى يوما تتعمق الهوة بين الضفتين، وأنا نتاج الضفتين. ولو حدث شرخ فلكأني قد مزقت شطرين. وهل ترى إنسانا بيد واحدة و رجل واحدة؟ ص 110 "
- "إنسان أنا يولد من جديد. إنسان يولد ذاته من ذاته، من دون قابلة لأنه قابلة نفسه ص118 "